# 傾城之恋
『傾城之恋』（けいじょうのこい、原題：傾城之戀、英題：Love in a Fallen City）は1984年の香港映画。1940年の香港を舞台とした恋愛映画で、アイリーン・チャン（張愛玲）の同名短編小説の映画化。
ビデオ邦題は『ラスト・ラブ 傾城の恋』、DVD邦題は『傾城の恋』。

## あらすじ
バツイチの出戻りお嬢様として、大家族社会の中で非難され、疎外感を感じていたスーは、異母妹のお見合いの場に同行したところ、イギリス育ちの青年実業家ファンに見初められる。彼に見初められたことで自分の人生の転機を感じる。そして彼との結婚のために香港へ行くスー。自分の安定した生活のために結婚を求めるスーと、ファンとの恋の駆け引きが物語の後半までの内容である。しかしファンが仕事で香港から出航したあとすぐに太平洋戦争がはじまる。香港の戦いによって香港は崩壊。スーを迎えにきたファン。1つの町が崩壊し、2人はお互いにはお互いしかいなくなってしまったことに気づき、結婚という形で結ばれる。

## キャスト
- ファン：チョウ・ユンファ
- スー：コラ・ミャオ
- スーの兄：ケン・チュンピン
- スーの２番目の義姉：チュ・カオ
- 徐夫人：ヘレン・マ
- ロー：チン・ワイイー
- 徐：チョン・ギンファイ
- スーの２番目の兄：ガム・チュン
- ルイーズ：エレイン・チン
- スーの義姉：イー・チンイー

## スタッフ
- 監督：アン・ホイ
- 製作総指揮：モナ・フォン
- 製作：ローレンス・ウォン
- 原作：アイリーン・チャン
- 脚本：パン・ツォ
- 撮影：アンソニー・ホープ
- 音楽：ヴァイオレット・ラム
- 美術：ロク・イーリン
- 編集：ケン・ヒンルン、チョウ・チョンカン、フォン・ボーワー